# Catherine Riaux-Gobin
Catherine Riaux-Gobin (París, 1 de octubre de 1976) es una botánica, algóloga, conservadora, profesora, taxónoma, y exploradora francesa. Desarrolla actividades académicas y científicas en el LaBex "CORAIL, de la Universidad de Perpiñán, en Perpiñán.

## Algunas publicaciones
- catherine Riaux-Gobin, andrzej Witkowski, pierre Compère, oscar e. Romero. 2015. Cocconeis Ehrenberg taxa (Bacillariophyta) with a marginal row of simple processes: relationship with the valvocopula system and distinctive features of related taxa. Fottea 15 (2): 139-154 10.5507/fot.2015.015 resumen
- -------------------, p. Compère, f. Hinz, l. Ector. 2015. Achnanthes citronella, A. trachyderma comb. nov. (Bacillariophyta) and allied taxa pertaining to the same morphological group. Phytotaxa 227 (2): 101-110. doi:10.11646/phytotaxa.227.2.1
- -------------------, -------------. 2009. Olifantiella mascarenica gen. & sp. nov., a new genus of pennate diatom from Réunion Island, exhibiting a remarkable internal process. Phycological Res. 57 (3): 178–185, resumen.
- -------------------, andrzej Witkowski, pablo Saenz-Agudelo, jacques Neveux, louise Oriol, gilles Vétion. 2011. Nutrient status in coral reefs of the Îles Eparses (Scattered Islands): Comparison to nearby reefs subject to higher anthropogenic influences (Mozambique Channel and Mascarenes, Indian Ocean). J. of Oceanography & Hydrobiology 40 (3): 84-90 ISSN 1730-413X
- antoine Gremare, jean michel Amouroux, franqois charles, alain Dinet, catherine Riaux-Gobin, julia Baudart, laurence Medernach, jean yves Bodiou, gilles Vetion, jean charles Colomines, philippe Albert. 1997. Temporal changes in the biochemical composition and nutritional value of the particulate organic matter available to surface deposit-feeders: a two year study. Marine Ecology Progress Series 150 (1-3): 195-206.
- catherine Riaux-Gobin, b. Klein. 1993. Microphytobenthic biomass measurement using HPLC and conventional pigments analysis. En Kemp P. Sherr B, Sherr E, Cole J (eds.) Current methods in aquatic microbial ecology. Lewis Publishers, Boca Ratón, p. 369-376 Riaux-Gobin C, Llewellyn CA, Klein B (1987) Microphytoben- thos from two subtidal sediments from North Brittany. 11: Variations of pigment composition and concentrations determined by HPLC and conventional techniques. Mar Ecol Prog Ser 40:275-28

### Cap. de libros
- catherine Riaux-Gobin, Bert Klein. 2003. Microphytobenthic biomass measurement using HPLC and conventional pigment analysis. Handbook of Methods in Aquatic Microbial Ecology 42: 369-376.

## Membresías
- de la Société Botanique de France[2]